# Ranunculus amplexicaulis
Ranunculus amplexicaulis là một loài thực vật có hoa trong họ Mao lương. Loài này được L. miêu tả khoa học đầu tiên năm 1753.

## Hình ảnh

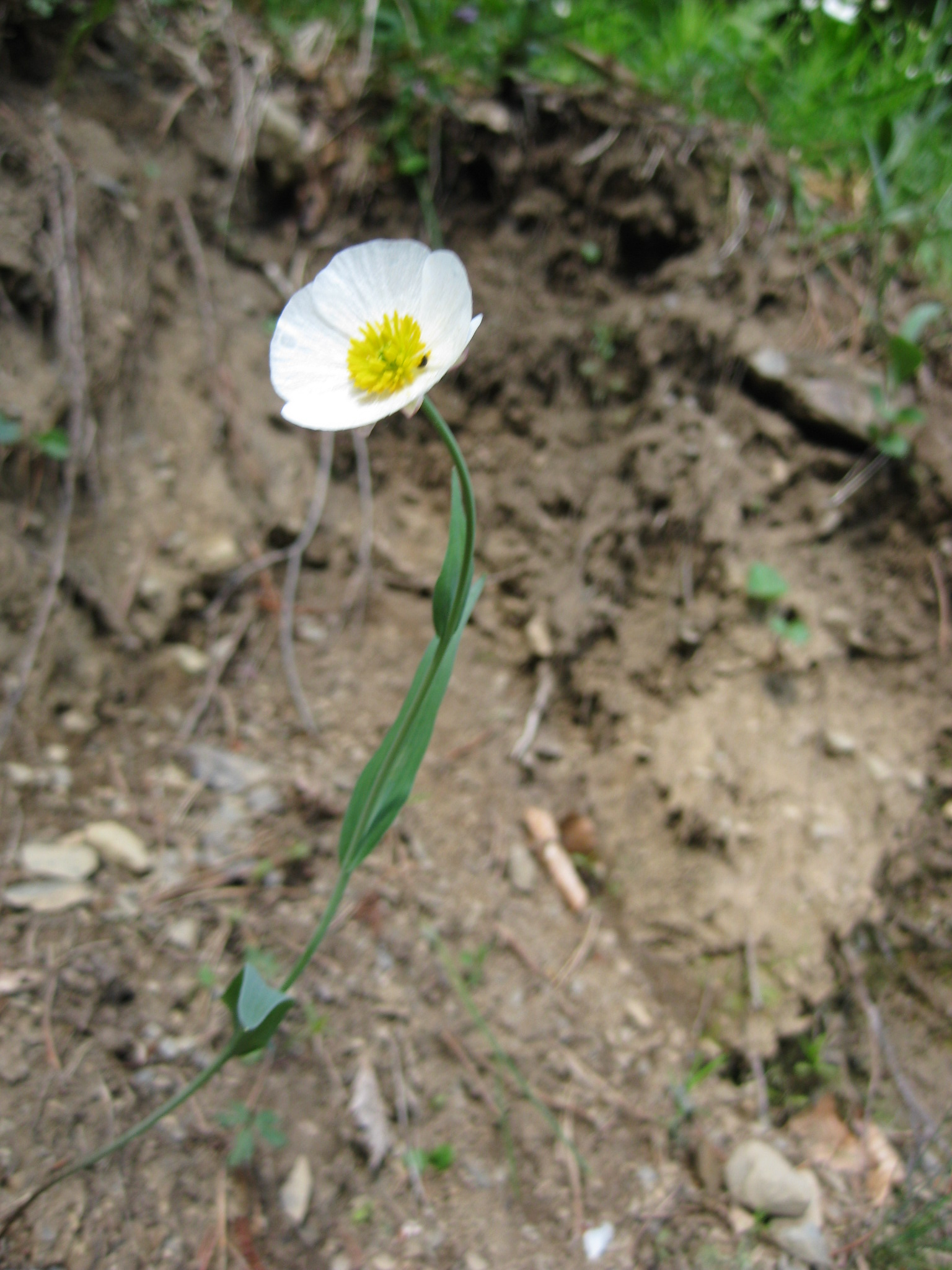
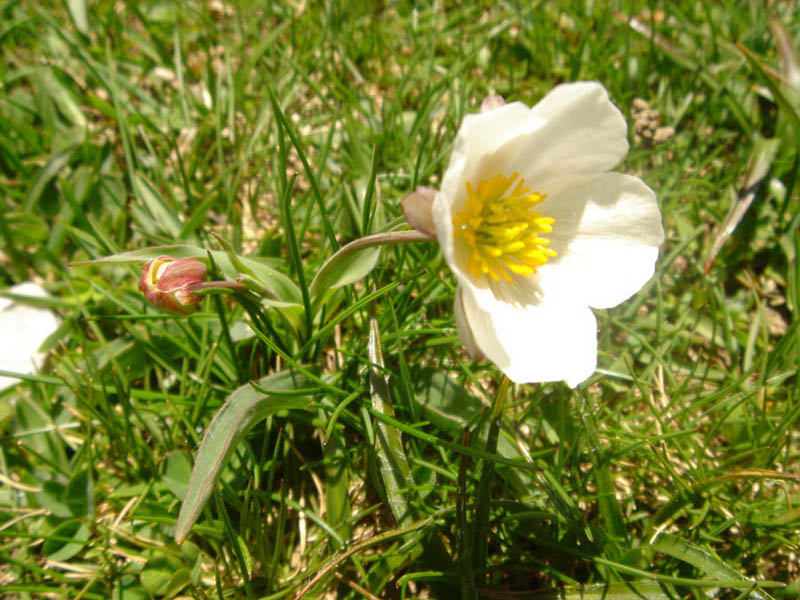
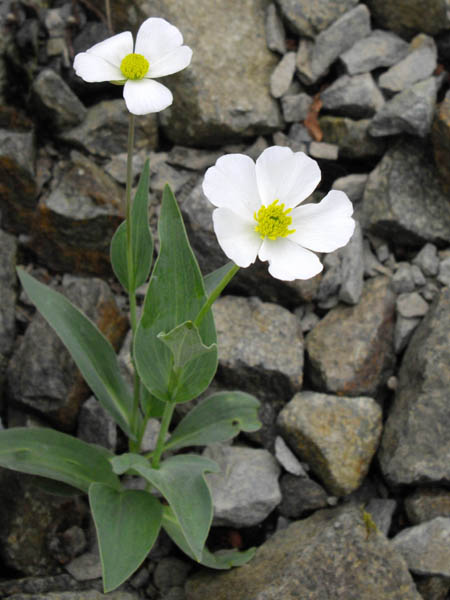
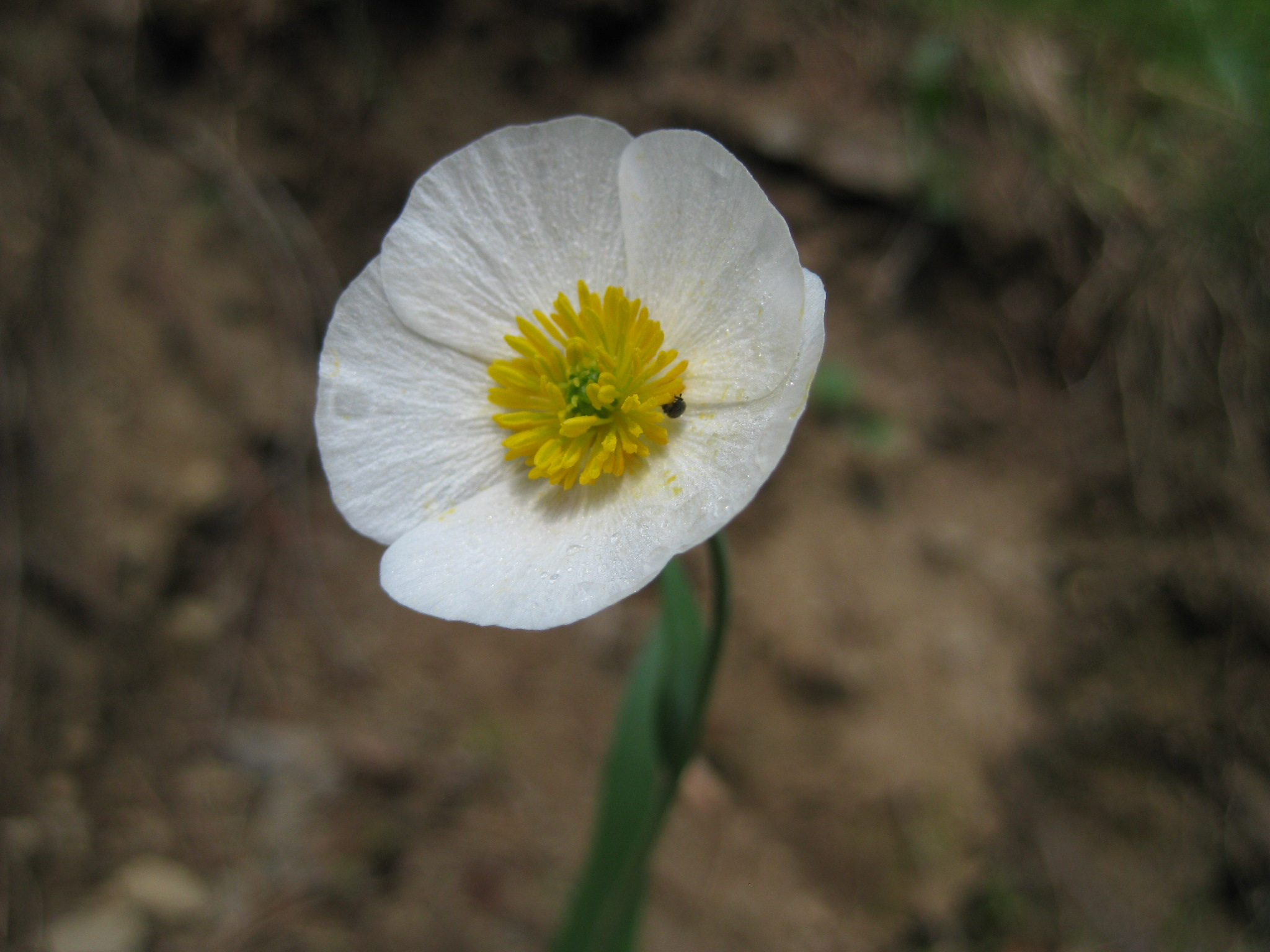